# Reginald Mobley
Pour les articles homonymes, voir Mobley.
Reginald Mobley, né le 2 octobre 1977 à Gainesville en Floride, est un chanteur lyrique contreténor américain.
Spécialiste du répertoire baroque, il chante dans une tessiture haute-contre. Toutefois, il se produit également dans des répertoires très différents, notamment le jazz et le gospel.

## Biographie
Issu d'une famille de confession adventiste, Reginald Mobley est élevé par sa mère, sa grand-mère et sa tante.
Durant son enfance, Reginald Mobley commence à étudier la trompette. Son répertoire initial est tourné vers le jazz, le rhythm and blues, et le gospel. L'interprétation d'une fugue de Jean-Sébastien Bach le bouleverse. En terminale, il est interpellé par un professeur qui lui propose d'intégrer la chorale du lycée. Son projet initial est d'étudier l'architecture, mais il change de voie et demande une bourse pour étudier la musique à l'université de Floride. Initialement, il chante dans une tessiture baryton, mais il est poussé par un professeur à utiliser une technique de fausset pour chanter comme contreténor.
Au début de sa carrière, il est découvert par le chef d'orchestre John Eliot Gardiner, qui travaille très régulièrement avec lui,

## Répertoire
Reginal Mobley est spécialiste de la musique baroque ; il s'est notamment illustré dans l'incoronazione di Poppea de Claudio Monteverdi, la Messe en si mineur de Jean-Sébastien Bach ou le Messie de Georg Friedrich Haendel. Mais il s'est également intéressé à d'autres styles. Ainsi, dans son troisième album, Because, il explore les répertoires jazz et negro spiritual,,.
Il collabore régulièrement avec les ensembles et orchestres Apollo's Fire (en) de Cleveland, Philharmonia Baroque Orchestra (en) et Agave Baroque de San Francisco, Washington Bach Consort (en) de Washington ou encore Seraphic Fire (en) de Miami. Soliste, il chante régulièrement accompagné du pianiste Baptiste Trotignon,.

## Critiques
Le site San Francisco Classical Voice estime en 2018 que Reginald Mobley « est un fantastique contre-ténor, et l'un des meilleurs dans ce domaine ». Le Chicago Reader estime en 2024 qu'il est « l'un des meilleurs contre-ténors actuels [dont la voix] est aussi brillante que le ciel par un jour sans nuage, [déployant] un instrument raréfié avec [une] qualité plumeuse et sophistiquée ». Selon le Guardian, « il excelle dans les gloires baroques de Bach et Purcell, ainsi que dans le scat ».

## Reconnaissance
Reginald Mobley est nommé aux Grammy Awards en 2022 pour Because en tant que « meilleur album de chant soliste classique »,.
Il chante notamment au Couronnement de Charles III et de Camilla Parker Bowles avec le Monteverdi Choir sous la direction de John Eliot Gardiner le 6 mai 2023.